# Regne de Líbia
El Regne de Líbia (àrab: المملكة الليبية, al-Mamlaka al-Lībiyya, literalment ‘el Regne Libi’), anomenat al principi Regne Unit de Líbia, es va iniciar després de la independència el 24 desembre 1951 i va durar fins que un colp d'estat dirigit per Muammar al-Gaddafi l'1 de setembre de 1969 va enderrocar el rei Idris I i va establir la República Àrab Líbia.

## Història
Després de la derrota d'Itàlia en la Segona Guerra Mundial, el govern italià va lliurar Líbia a dues de les Nacions Aliades: França (Fezzan) i el Regne Unit (Cirenaica i Tripolitània). El 21 de novembre de 1949, l'Assemblea General va aprovar una resolució de les Nacions Unides que indicava que Líbia havia de ser independent abans de 1952, i el 24 de desembre de 1951 va esdevenir una monarquia constitucional, amb el rei Idris de la dinastia Senussi com a monarca.
Idris, l'emir de Tripolitània i Cirenaica i líder de l'orde musulmà sufí Senussi, representava Líbia en les negociacions de l'ONU, i el 24 de desembre de 1951, Líbia va declarar la seva independència amb representants de la Cirenaica, Tripolitània i Fezzan declarant la unificació del país sota el nom de "Regne Unit de Líbia", passant la corona a Idris as-Senussi. De conformitat amb la Constitució, el nou país tenia un govern federal amb tres estats: Cirenaica, Tripolitània i Fezzan com a territoris autònoms. El regne també tenia dues capitals: Trípoli i Bengasi. Dos anys després de la independència, el 28 de març de 1953, Líbia es va unir a la Lliga Àrab.

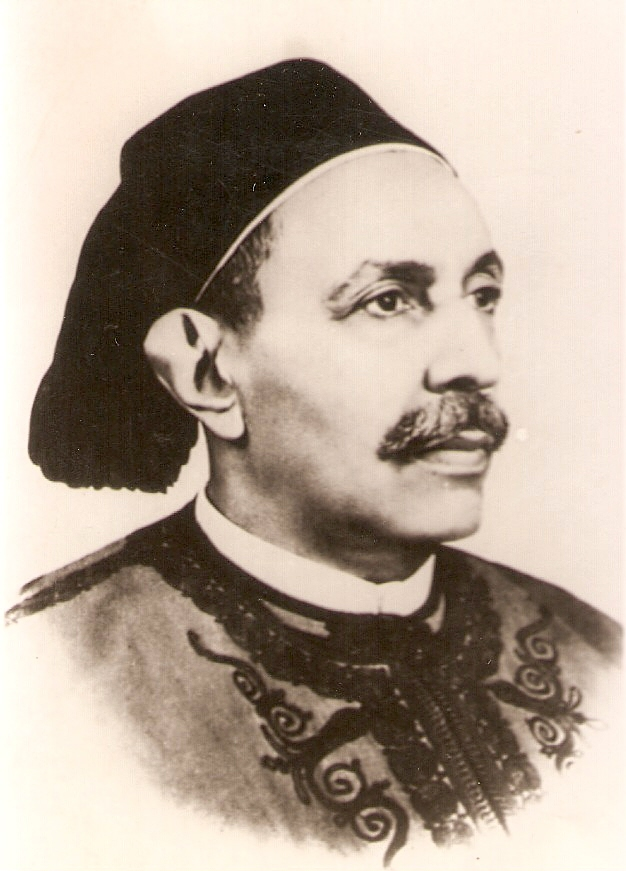
El rei Idris I

Després de la independència, Líbia es va enfrontar a una sèrie de problemes. No hi havia escoles al país i els graduats universitaris amb prou feines eren 16. Així mateix, al país hi havia només tres advocats i ni un sol metge, enginyer, topògraf o farmacèutic d'origen libi en el regne. També s'estima que només 250.000 libis sabien llegir i escriure. Gran Bretanya va oferir una sèrie de funcionaris per formar el personal del govern.
L'abril de 1955, va començar l'exploració de petroli en el regne, obrint els primers camps de petroli el 1959. Les primeres exportacions van començar el 1963 amb la consegüent transformació de l'economia del país.
El 25 d'abril de 1963, el sistema federal de govern va ser abolit i el nom del país va ser canviat a "Regne de Líbia" per reflectir els canvis constitucionals.
Com va ser el cas d'altres països africans després de la independència, els colons italians a Líbia van ocupar molts dels millors llocs de treball, van mantenir la propietat de la millors terres de cultiu i van dirigir les empreses més reeixides.

### Fi de la monarquia
La monarquia va arribar a la seva fi l'1 de setembre de 1969, quan un grup de militars liderats per Muammar al-Gaddafi va organitzar un cop d'estat contra el rei Idris mentre aquest es trobava a Turquia per a un tractament mèdic. Els revolucionaris van detenir el cap de l'Estat Major de l'exèrcit i cap de seguretat del regne. Després de conèixer la notícia del cop, el rei Idris el va titllar de "fet sense importància" mentre que el príncep hereu Hasan as-Senussi anunciava el seu suport al nou règim.
El cop d'estat va suposar l'abdicació del rei Idris el 4 de setembre de 1969, amb el qual el líder del cop d'estat, Muammar al-Gaddafi, va prendre les regnes del regne.

## Govern
El Regne Unit de Líbia era una monarquia hereditària i constitucional amb poder legislatiu, exercit pel rei regulat pel Parlament. La constitució era de l'any 1951.

### Rei

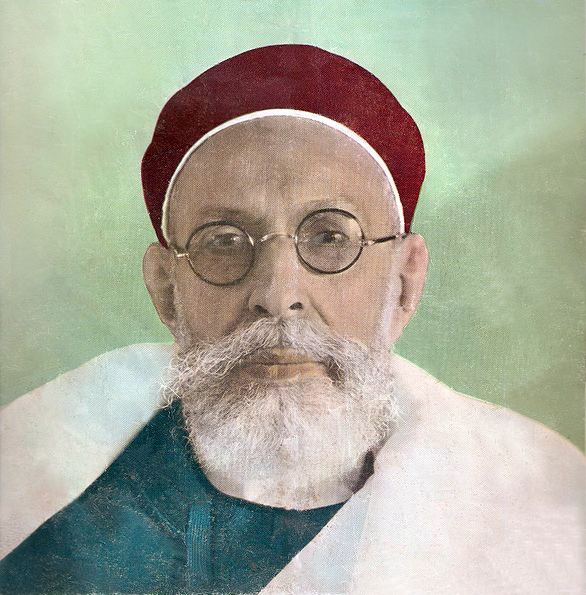
Idris I de Líbia, primer i únic rei de Líbia.

El rei estava definit per la Constitució com a cap suprem de l'Estat. Abans d'assumir els poders constitucionals, el rei havia de fer un jurament davant una sessió conjunta del Senat i la Cambra de Representants. Totes les lleis aprovades pel Parlament havien de ser sancionades i promulgades pel rei. Era també responsabilitat del rei tres i no les sessions del Parlament, i també dissoldre la Cambra de Representants, d'acord amb la Constitució. El rei era el cap de les Forces armades de Líbia.

### Parlament
El parlament del regne estava format per dues cambres: el Senat i la Cambra de Representants. Ambdues cambres es reunien i es tancaven al mateix temps.
El Senat estava format per 24 membres nomenats pel rei. Un seient al Senat estava limitat als ciutadans de Líbia de quaranta anys. El rei nomenava el president del Senat, i el mateix Senat triava dos vicepresidents, que el rei havia d'aprovar. El president i vicepresident tenien un mandat fix de dos anys. Al final d'aquest termini, el rei era lliure de tornar a nomenar el president o reemplaçar-lo amb una altra persona, mentre que els vicepresidents s'enfrontaven a la reelecció. La durada del mandat d'un senador era de vuit anys. Un senador no podia servir dos períodes consecutius, però podien ser nomenats de nou en el futur. La meitat de tots els senadors havien de ser substituïts cada quatre anys.
Els membres de la Cambra de Representants eren triats a través de sufragi universal després de la reforma constitucional del 25 d'abril de 1963 es va donar el vot a les dones que abans no podien votar. El nombre de diputats es va determinar sobre la base d'un diputat per cada vint mil persones. Les eleccions se celebraven cada quatre anys, llevat que el parlament fos dissolt abans. Els diputats eren responsables d'elegir un portaveu i dos oradors el vicegovernador de la Cambra de Representants.

### Consell de Ministres
El rei era el responsable de nomenar o deposar el primer ministre. El rei també nomenava els ministres en el Consell de Ministres. El Consell de Ministres s'encarregava de la direcció dels afers interns i externs del país i el consell era responsable davant la Cambra de Representants. Quan el primer ministre fos destituït del seu càrrec automàticament com a resultat quedaven destituïts els altres ministres.

## Subdivisions

### Les tres províncies (1951-1963)

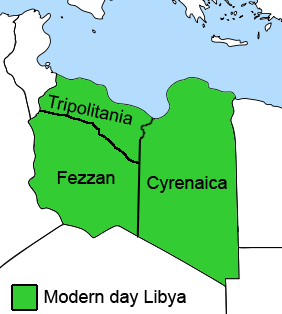
Les 3 províncies (1951-1963).

Després de la independència del regne es va organitzar en tres províncies (Cirenaica, Fezzan i Tripolitània) que són les tres regions històriques de Líbia. L'autonomia a les províncies s'exercia a través dels governs provincials i les legislatures.
| Provincia    | Capital | Àrea km² |
| ------------ | ------- | -------- |
| Cirenaica    | Bengasi | 855.370  |
| Fezzan       | Sebha   | 551.170  |
| Tripolitània | Trípoli | 353.000  |

### Reorganització de 1963
Arran del canvi en la Constitució, amb l'abolició de la constitució federal del país de 1963, les tres províncies es van reorganitzar en deu governacions conegudes en àrab com muhafazah governades per un governador designat.
- Al Baida, abans part de Cirenaica
- Al Khums, abans part de Tripolitania
- Awbari, abans part de Fezzan
- Az Zawiyah, abans part de Tripolitania
- Bengasi, abans part de Cirenaica
- Darnah, abans part de Cirenaica
- Jabal al Gharbi, abans part de Fezzan i Tripolitania
- Misratah, abans part de Tripolitania
- Sabhah, abans part de Fezzan
- Tarabulus, abans part de Tripolitania